# Alto Alegre do Pindaré
Alto Alegre do Pindaré – miasto i gmina w Brazylii, w Regionie Północno-Wschodnim, w stanie Maranhão.  
Według danych ze spisu ludności w 2010 roku gmina liczyła 31 057 mieszkańców, co dało gęstość zaludnienia 16,07 osób/km². Dane szacunkowe z 2019 roku podają liczbę 31 919 mieszkańców. 
Gmina graniczy od północy i zachodu z gminą Bom Jardim, od wschodu i południa z Santa Luzia, od wschodu z Pindaré-Mirim, a od zachodu z Buriticupu.
Gminę utworzono w 1994 roku, wcześniej tereny te administracyjnie były przynależne do gminy Santa Luzia.